# Amt Homburg
Das Amt Homburg war ein Amt mit wechselnder territorialer Zugehörigkeit, zeitweise eine eigenständige Sekundogenitur der Landgrafschaft Hessen und ab 1622 Hauptbestandteil der Landgrafschaft Hessen-Homburg.

## Funktion
In der Frühen Neuzeit waren Ämter eine Ebene zwischen den Gemeinden und der Landesherrschaft. Die Funktionen von Verwaltung und Rechtsprechung waren hier nicht getrennt. Dem Amt stand ein Amtmann vor, der von der Landesherrschaft eingesetzt wurde. 

## Geografie
Das Gebiet des Amtes lag an den Hängen des Ostrandes des Taunus zur Wetterau hin. Es bestand aus der Stadt Homburg vor der Höhe und den Dörfern Seulberg, Köppern, Gonzenheim und Oberstedten.

## Geschichte
Das Amt Homburg bildete sich als Verwaltungseinheit in der Herrschaft Eppstein. 1486 verkaufte Gottfried X. von Eppstein Burg und Amt Homburg für 19.000 Gulden an Graf Philipp I. von Hanau-Münzenberg. 1504 verlor Hanau das Amt in Folge des Landshuter Erbfolgekriegs, bei dem es auf der Seite der Verlierer stand, an die Landgrafschaft Hessen. Nach der faktischen Besetzung durch Hessen verzichtete Hanau mit einem Vertrag von 1521 gegen eine Abfindung auf das Amt.
1528 bis 1539 verpfändete Philipp der Großmütige das Amt an Hanau-Münzenberg. 1539 bis 1559 wurde das Amt an Stolberg-Königstein-Werningerode verpfändet. Vom 12. Juli 1589 bis zum 18. September 1568 war das Amt an Friedrich von Reiffenberg (1515–1595) verpfändet.
Mit der Teilung der Landgrafschaft Hessen nach dem Tod des Landgrafen Philipp I. fiel Homburg 1567 an Landgrafschaft Hessen-Darmstadt. 1622 nutzte der regierende Landgraf Ludwig V. das Amt Homburg dazu, seinen Bruder, Landgraf Friedrich I. von Hessen-Homburg damit zu apanagieren. Inwieweit das lediglich eine Grundschuld zur Sicherung des seitens Ludwig V. geschuldeten, an Friedrich I. zu zahlenden Unterhalts war oder ob das auch eine Abtretung der Landeshoheit bedeutete, blieb zwischen den beiden Linien lange Zeit umstritten. Letztendlich wurde aus dem Amt Homburg jedoch die staatsrechtlich eigenständige Landgrafschaft Hessen-Homburg, ein Territorium, das bis 1866 Bestand hatte. 1816 erhielt die Landgrafschaft Hessen-Homburg noch das Oberamt Meisenheim, womit das Amt Homburg eines von zwei Ämtern der Landgrafschaft war. Nach dem Tod des letzten Landgrafen von Hessen-Homburg in diesem Jahr fiel die Landgrafschaft an das Großherzogtum Hessen-Darmstadt zurück, musste jedoch im gleichen Jahr infolge des Preußisch-Österreichischen Kriegs an Preußen abgetreten werden. Zusammen mit dem Amt Königstein und dem Amt Usingen wurde das Amt Homburg 1867 zum Obertaunuskreis vereinigt.
Als Volksvertretung des Amtes Homburg bestand nach der Auflösung des Landtags von Hessen-Homburg 1853 ein Bezirksrat.
Auch nach der Bildung des Obertaunuskreis bestand das Amt Homburg mit stark verminderten Kompetenzen als Unterbehörde des Kreises bis zur Kreisordnung von 1885 fort. Lediglich zwei Einrichtungen des Amtes wurden nach 1885 auf der Ebene des ehemaligen Amtes fortgeführt: Die Amtssparkasse Homburg und die Amts-Armenkommission. In beiden übernahm der Landrat die Aufgabe des letzten Amtmanns Eugen Schaffner.

## Amtmänner
Während der Eppsteiner Herrschaft bis 1487 wurden keine Homburger Amtmänner ernannt, sondern das Amt von Eppstein aus mitverwaltet. Unter Hanau-Münzenberg wurden Amtmänner für das Amt Homburg eingesetzt. So ist in einer Urkunde vom 28. August 1490 der Homburger Amtmann Johann Fryen von Dern genannt. Mit dem Übergang an die Landgrafschaft Hessen wurde erneut der Amtmann des Amtes Eppstein auch Amtmann für Homburg. So wurde in der Zeit Philipps des Großmütigen Helwig von Lauerbach Amtmann zu Eppstein, Kronberg und Homburg. Während der Verpfändung an Hanau-Münzenberg setzten diese Friedrich von Dorfelden als Amtmann ein. 1589 bis 1568 war Friedrich von Reiffenberg gleichzeitig Pfandnehmer als auch Amtmann in Homburg. Nach der Ablösung der Verpfändung wurde das Amt wieder von Eppstein aus verwaltet. So war 1585 Hans Koch Amtmann.
1764 bis 1765 war Johann Christoph Pistor Amtmann in Homburg.
Am Ende der Landgrafenzeit war der Titel des obersten Beamten im Amt der eines Landrats. Letzter Landrat des Amtes Homburg war Eugen Schaffner (1822–1908).